# 费利克斯·迪亚斯
费利克斯·迪亚斯·普列托（西班牙語：Félix Díaz Prieto，1868年2月17日—1945年7月9日）是一位墨西哥将军和政治家，是波费里奥·迪亚斯的侄子，在悲惨十日中是维多利亚诺·韦尔塔和贝尔纳多·雷耶斯的同谋。

## 生平
费利克斯·迪亚斯于1868年出生于瓦哈卡州的瓦哈卡，后考入了军校的工程专业，1888年毕业后，他凭借他在墨西哥城和维拉克鲁斯广泛的人脉关系，在地产行业赚到了一笔大钱，但是他的叔叔波费里奥·迪亚斯因为避嫌而没有让他涉入高层政治，而是给了他很低的职务，担任墨西哥城警察局的监察长官以及国会代表。尽管费利克斯要求更高的职务，但是波费里奥·迪亚斯始终不支持他，当他想要参选瓦哈卡州长时，波费里奥·迪亚斯选择将其委派到智利担任墨西哥驻智利领事。于是费利克斯反对波费里奥·迪亚斯周围的科学家派，和贝尔纳多·雷耶斯结成同盟。
1911年5月，波费里奥·迪亚斯被革命部队逼迫流亡时，他的大部分家人都与他同行。当时费利克斯住在墨西哥城。 在1912年10月，他对马德罗发动起义失败，未能激发那些渴望恢复波费里奥·迪亚斯秩序的人支持他。尽管马德罗将其死刑减为无期徒刑，但他因叛国罪被判入狱，当时雷耶斯将军也同时被监禁。
1913年2月，在维多利亚诺·韦尔塔将军的悲惨十日政变中，费利克斯·迪亚斯和贝尔纳多·雷耶斯出狱，雷耶斯在政变中遭到暗杀，迪亚斯幸免于难，迪亚斯和韦尔塔在美国大使亨利·莱恩·威尔逊的策动下签订协议，使韦尔塔成为总统而让费利克斯成为总统候选人。在签订后韦尔塔撕毁了这项协议，并委派费利克斯·迪亚斯为驻日本大使，在迪亚斯回到墨西哥后又迫使他流亡至纽约和哈瓦那。
韦尔塔倒台后，费利克斯·迪亚斯集合了一众反对维纳斯迪亚诺·卡兰萨的保守主义者，在维拉克鲁斯省成立了国家改编军，并且在1917年在维拉克鲁斯叛乱，之后转进到了墨西哥南部地区。1920年，当卡兰萨倒台以后，迪亚斯预谋和索诺拉地区的军队，即潘乔·比利亚的军队联合，共同反对阿道夫·德·拉·韦尔塔的政权，不料被墨西哥政府驱逐出境。1922年，迪亚斯在新奥尔良发布了一个反对墨西哥宪法的文件，以煽动反对墨西哥政府的军队，然而没有成功。
应拉萨罗·卡德纳斯总统的邀请，迪亚斯于1937年返回墨西哥，定居在韦拉克鲁斯，1945年7月9日在维拉克鲁斯去世。